# Siménfalvy Ida
Felsőrákosi és homoródalmási Siménfalvy Ida (Kunszentmárton, 1899. november 17. – Budapest, 1969. augusztus 26.) magyar színművész, Siménfalvy Sándor színművész nővére. Másik testvérének, Siménfalvy Lajosnak a fia, Siménfalvy Lajos és annak a lánya Siménfalvy Ágota is színészek.

## Családja
Színészdinasztia leszármazottja. A székely nemesi ősökkel bíró, Kovászna megye szülötte, Siménfalvy Gyula és a nála 12 évvel fiatalabb, királyhelmeci illetőségű Ligeti Dernői Vilma primadonna vándorszínészként bejárták a Kárpát-medence, az Osztrák–Magyar Monarchia magyar lakosságú helységeit. Nyugdíjba vonulásuk után gyermekeik, Ida és Sándor követték őket a vidéki színészek rögös pályáján.

## Filmjei
- Bogáncs (1959) – Galamb Máté felesége
- Így jöttem (1965) – öreg néni a vonaton
- Zöldár (film) (1965)
- Húsz óra (1965) – Ilonka anyja
- Szegénylegények (1966) – öregasszony
- Kárpáthy Zoltán (1966)
- Apa (1966)
- Fügefalevél (1966)
- Szentjános fejevétele (1966)
- Az orvos halála (1966) – Moóriné
- Büdösvíz (1966)
- Az OP-ART kalap (tévéfilm, 1967)
- Tízezer nap (1967) – Széles mama
- Változó felhőzet (1967)
- …Hogy szaladnak a fák! (1967)
- Csend és kiáltás (1968) – Teréz anyja
- Próféta voltál szívem (1968)
- A holtak visszajárnak (1968)
- Eltávozott nap (1968)
- Keresztelő (1968) – Róza néni
- A völgy (1968)
- Sirokkó (1969) – öregasszony
- Feldobott kő (1969) – Kerék anyja